# Нељкан
Нељкан (рус. Нелькан; јакутски: Нелькаан) је било село у Ојмјаконском рејону, на истоку Републике Јакутије у Русији. Нељкан се налази 78 км. јужно од Уст-Нере, центра рејона.
Кмет села је била Татјана Ивановна Масленникова.
Становништво:
- 1840 (1989.)[1]
- 200 (1999.)[1]
- 100 (2007.)

Село је укинуто 2007. године.